# Anna Berg

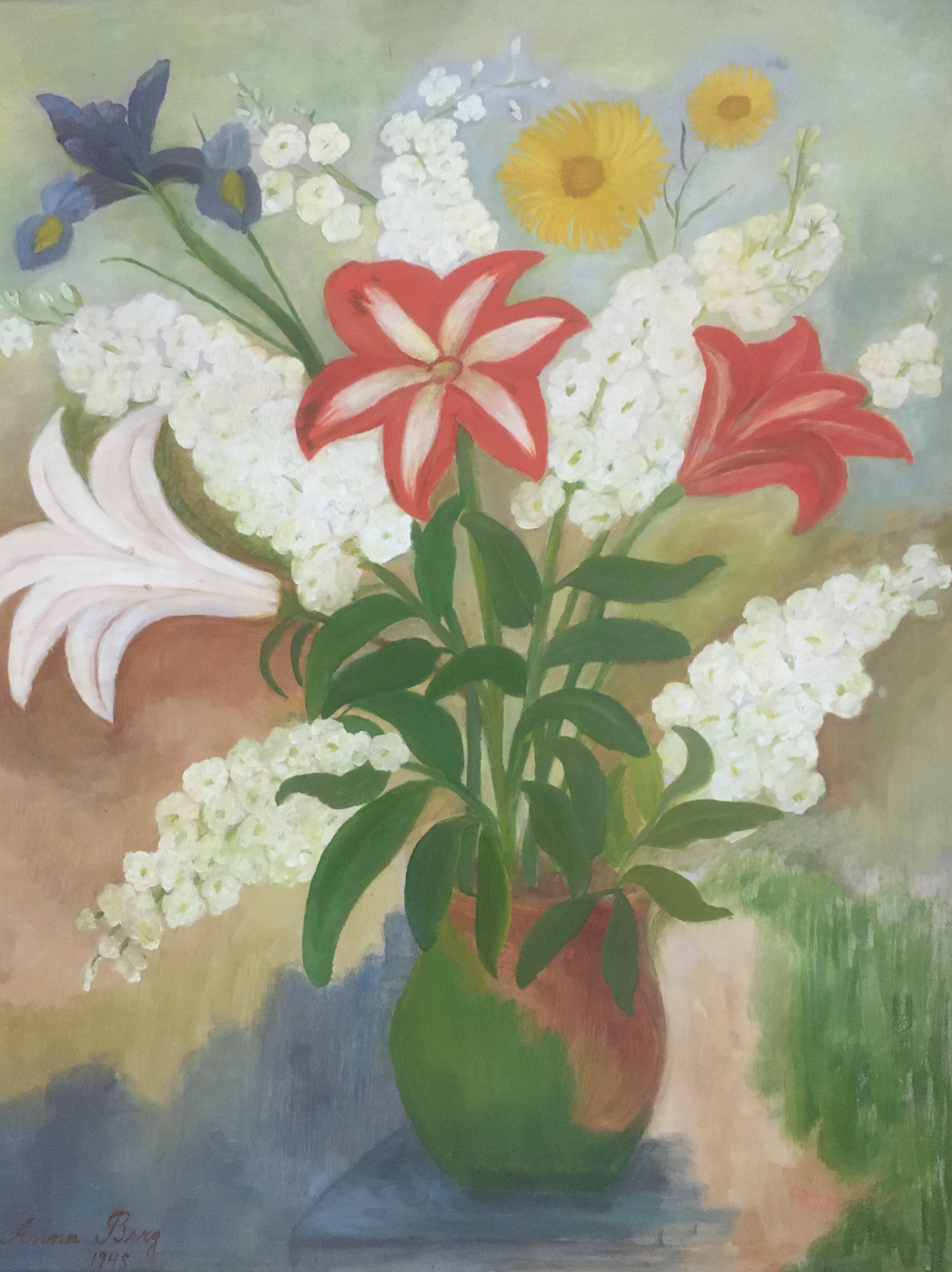
Målning av Anna Berg från 1945 (i privat ägo).

Anna Nicolina Erika Berg (född Åhsén), född 14 juni 1875 i Stöde, död 23 september 1950 i Ängelholm, var en svensk företagare och sångerska. I femtioårsåldern debuterade hon som konstnär utan formell utbildning. Hennes målningar räknas till den naiva konststilen. Hon är representerad på flera av landets konstmuseer. I sitt andra äktenskap var hon gift med konstnären Christian Berg.

## Biografi
Anna Nikolina Erika Berg (född Åsén) föddes 14 juni 1875 i Stöde i Medelpad. Fadern var bonde och handlare och familjen var relativt välbärgad.  Efter genomgången folkskola  och faderns tidiga död flyttade hon med syskonen till Hassela där brodern Mathias drev handel. Där lärde hon känna företagaren Anders Lindahl och som 19-åring flyttade hon till Hudiksvall för att sköta hushållet hos denne. De gifte sig 1899 och hade då fått sitt första gemensamma barn. Familjen utökades med flera barn, flyttade till Stockholm och startade ett företag som var ekonomiskt framgångsrikt. År 1910 kunde man flytta in i en nybyggd villa på Lidingö där man hade ett omfattande umgängesliv. Under åren gled makarna från varann och skilsmässan var ett faktum 1919. Anna Lindahl hade då bosatt sig på Erikssunds säteri. Konstnären Sture (senare Christian) Berg besökte henne där tillsammans med sin syster och tycke uppstod. Anna Lindahl köpte en gård på Hallandsåsen där Christian Berg bodde och giftermålet ägde rum 1922. Makarna gjorde många resor tillsammans under åren, till bland annat Egypten, Palestina, Grekland och Italien. Under flera år bodde makarna i Paris under vinterhalvåret och återvände till Sverige under sommaren. Anna Berg utvecklade en reumatisk sjukdom och vistades vid många tillfällen på olika kurorter i Europa. Från 1930 skaffade makarna en bostad med ateljé i Stockholm men behöll sina fastigheter i Skåne. Anna Berg debuterade som konstnär 1931 efter att endast ha målat några år och utan formell utbildning. Hon fortsatte sin konstnärliga verksamhet fram till sin död 1950.

### Företagare
Efter sitt giftermål med Anders Lindahl blev Anna Berg i hög grad delaktig i makens företagsverksamhet. När denne genomgått konkurser och familjen år 1900 flyttat från Hudiksvall till Stockholm lyckades makarna med framgång utveckla en postorderverksamhet med medicinska produkter. Det handlade till att börja med om tinkturer och salvor som tillverkades i hemmet och salufördes under produktnamnen Lazarol och Lazarin. Sedermera tillkom produkterna Vita Björn och Pommac. Verksamheten växte, familjens ekonomi blev allt bättre och tillät bland annat byggande av en stor villa på Lidingö, många anställda i hemmet och ett rikt socialt umgänge. Efter makarnas skilsmässa var inte Anna Berg längre delaktig i företagets verksamhet. Anders Lindahl kom att ha en affärsmässig relation till Anna Bergs nye make Christian Berg genom att bland annat anlita denne för reklamuppdrag på Göteborgsutställningen 1923 samt porträttmåleri av familjemedlemmar.

### Sångerska
Redan under ungdomstiden i Hudiksvall fanns en dröm om en musikalisk karriär. Anders Lindahl var mycket musikintresserad och byggde upp en lokal orkester. I den var Anna Berg möjligen aktiv med fiolspel, men det var sången som lockade. Hon drömde om att bli operasångerska och tog privatlektioner för etablerade lärare i Stockholm och senare i Berlin, Dresden och  Rom. Hon framträdde vid privata tillställningar, välgörenhetskonserter och kyrkokonserter men blev aldrig en professionell sångartist.

### Konstnär
Anna Berg hade ett stort umgänge med såväl musiker som konstnärer och andra kulturpersoner under sina båda äktenskap. I Stockholm hade hon bland andra nära kontakt med skulptören Karl Ede och kompositören Henry Hill. Som granne i Skåne hade makarna Per Siegård och under Paristiden tillhörde bland andra Waldemar Lorentzon, Otte Sköld, Otto Carlsund, Erik Olson och Stellan Mörner umgängeskretsen. Christian Berg var också bekant med Alberto Giacometti, Fernand Léger, André Lhote och Le Corbusier. Det gavs således många tillfällen till konstnärliga impulser och intryck. Makarnas resor och besök vid kända kulturmål som de egyptiska gravarna och Venedigs S:t Marcuskatedral berörde Anna Berg starkt vilket hon dokumenterat i brev. Hon uttryckte sig  ofta måleriskt i sina beskrivningar och relaterade också till sångkonsten. Efter att ha börjat experimentera med små målningar på skifferplattor finns en dokumenterad debut 1926 då Otte Sköld i makarnas ateljé uppmärksammade en oljemålning av Anna Berg som konstnärlig och gav uppmuntrande kommentar. En annan version är att Waldemar Lorentzon lånat ut sitt målarskrin till Anna Berg då hon uttryckt en önskan om att måla och att resultatet uppmuntrades av honom. Från denna tid var det måleriet som gällde för Anna Berg vilket hon uttryckte: "Nu målar jag mina sånger..." Hon debuterade med en utställning i Paris 1929 och i Stockholm 1931. Därefter följde flera utställningar såväl egna som samlingsutställningar. Hon var verksam fram till sin död även om hon hämmades i sin produktion av sin reumatiska sjukdom och slutligen hjärnblödning som medförde partiell förlamning.

## Konstnärskap
Anna Berg målade i en naiv stil som av recensenterna till debututställningen i Stockholm, 1931, uppfattades som ett imiterande av Henri Rousseau. Även om Anna Berg inte hade någon formell konstnärlig utbildning hade hon genom många års sånglektioner erfarenhet av ett konstnärligt uttryckssätt.  Christian Bergs konstnärskap som skulptör och det rika kontaktnätet med utövande konstnärer kan inte heller ha undgått att ge impulser till hennes egen kreativitet. Hennes stil skiljer sig  från de då aktuella svenska naivisterna såsom Hilding Linnqvist, Eric Hallström och Bror Hjorth som snarare sökte sin inspiration från Ernst Josephsons sjukdomsbilder än från de franska naivisterna. Anna Berg framhöll emellertid att hon vid tiden då hon började måla inte var förtrogen med Rousseaus målningar. Enligt Christian Berg skall makarna vid någon tidpunkt ha besökt utställningar med de franska naivisterna André Bauchant, Camille Bombois, Louis Séraphine, Louis Vivin och Henri Rousseau.
Vid en ny utställning i Stockholm 1941 fick hon ett betydligt bättre mottagande av recensenterna: "...lyckas förena barnets enkelhet och naivitet med en vuxens förmåga att reagera rikt och nyanserat..." samt "Naivitet i bästa konstnärlig bemärkelse..." Under senare delen av konstnärskapet tillkom en ytmässig stilisering som låter ana inflytande av kubismen och Légerskolan. Motiven växlar mellan landskapsbilder från S:t Paul de Vence, Hallandsåsen och Rivieran till porträtt av maken, blomsterarrangemang och stilleben. Blommorna i målningarna är väl igenkänningsbara som gladiolus, liljor eller kallor och avbildas "med en sakral enkelhet". Bibliska motiv är vanliga. Hans Eklund skriver att "det ligger religiositet i allt hon gjorde".
Flera recensenter associerar till konstnärens musikaliska bakgrund. "Bildytorna är fulla av likheter i form som ingenting har att göra med motiven... - vart ting har sin ton. Och av tonerna bygger hon sina ackord..." enligt Ulf Linde. " Hon fortsatte att sjunga och stämman förnams genom andra instrument. "... hennes dunkelvarma färgklanger voro burna av episka hymner, av mäktiga bysantinska genljud...""I Calla med snäcka upplever man också ett samband med konstnärinnans genomströmmande musikalitet. Skimrande och utan tyngd svävar kallaformen utan att försvinna som sången, dess abstrakta formers vibrering fångades på målarduken". "Hon målar det hon har framför sig, tveklöst, sakligt på sitt sätt... förnimmer blommors doft, frukters smak, träds fuktiga grönska i färgers rikedom. Ett måleri med lite av Rousseau le Douaniers lust till tingen, men mindre av dennes exotism, mer av stilla, lyriskt betraktande, då och då drastiskt brutet, som i ett par härliga kattporträtt."
Några kända verk och motiv är Man och hustru i trädgården, porträtt av Christian Berg, Katten Don Juan, Den vita katten, Kalla och snäcka, blomsterarrangemang samt madonnabilder.

### Utställningar
- 1929 Paris, Galerie Alice Manteau
- 1931  Stockholm
- 1937 Halmstad
- 1941 Stockholm
- 1945 Linköping, Norrköping
- 1948 Nordiska konstnärinnors utställning, Stockholm
- 1951 Vandringsutställning Skånekonstnärer
- 1953 Minnesutställning Skånska Konstmuseum - Universitetet  Lund
- 1962-63 Vandringsutställning Riksförbundet för Bildande Konst, Naiv konst
- 1962 Minnesutställning Konstnärshuset Stockholm
- 1975 Minnesutställning Waldemarsudde, Stockholm
- 1975 Jubileumsutställning, Helsingborgs konstförenings 35-års jubileum
- 1983 Minnesutställning Helsingborgs Museum - Sofiero slott
- 1994 - 1995 Waldemarsudde Stockholm,Göteborgs konstmuseum "Den otroliga verkligheten" 13 kvinnliga pionjärer
- 2005 Stadsmuseet Stockholm
- 2013 Millesgården i Stockholm, ”Mod och modernitet”

### Offentliga verk
Offentliga verk av Anna Berg finns vid Moderna museet, Helsingborgs stadsmuseum, Kristianstads länsmuseum, Malmö museum, Norrköpings konstmuseum, Statens konstmuseer, Sundsvalls museum och Gustaf Adolfs kyrka i Borås.